# Milan (Ohio)
Pour les articles homonymes, voir Milan (homonymie).
Milan est un village situé dans les comtés de Huron et Érié, dans l'État américain de l'Ohio.
Au dernier recensement de 2000 la population était de 1 445 habitants. Le village est connu pour être celui de naissance de Thomas Edison, inventeur américain des XIXe et XXe siècles.